# Copa Intercontinental 1969
La Copa Intercontinental 1969 fue la 10.ª edición de dicho torneo de fútbol. Enfrentó al campeón de Europa ante el campeón de Sudamérica, coronando así al nuevo campeón del mundo.

## Clubes clasificados
Se fueron decidiendo a lo largo del año 1969 entre las dos competiciones continentales de mayor historia.
| UEFA (Europa)         |  | Milan       |  | Campeón de la Copa de Campeones de Europa (1968-69) |
| CONMEBOL (Sudamérica) |  | Estudiantes |  | Campeón de la Copa Libertadores de América (1969)   |

## Sedes
| Milán                          | Buenos Aires                   |
| ------------------------------ | ------------------------------ |
| San Siro                       | Estadio La Bombonera           |
| Capacidad: 60 000 espectadores | Capacidad: 54 000 espectadores |
|                                |                                |

## Desarrollo
El Milan triunfó en el partido de ida, disputado en el San Siro, por 3-0 a Estudiantes de La Plata, con un doblete de Angelo Sormani. En el partido de vuelta, disputado en La Bombonera, el Milan volvió a triunfar con gol de Gianni Rivera, que aseguró el primer título intercontinental del Milan, tras la derrota de 1963.

## Violencia en el campo de juego

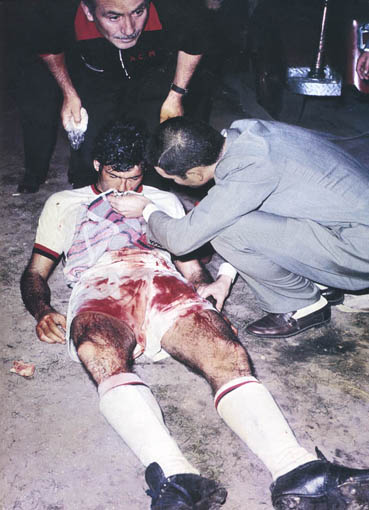
Néstor Combin después de ser golpeado en Buenos Aires.

Esta edición de la Copa Intercontinental se volvió infame por la violencia ocurrida en el campo de juego y por las conductas impropias empleadas por los jugadores de Estudiantes, en especial en el segundo partido.
Después de concluido el partido en Buenos Aires, dos jugadores italianos fueron golpeados y Néstor Combin fue arrestado por la policía argentina por insumisión (Combin había nacido en Argentina, pero a los 18 años fue a Francia para continuar su carrera sin haber hecho el servicio militar obligatorio). El partido tuvo inmediatas consecuencias políticas, particularmente debido a la candidatura de Argentina por albergar la Copa Mundial de Fútbol de 1978. Muchos de los jugadores del partido fueron arrestados, y el arquero Alberto Poletti, quien golpeó al chico de oro del Milan Gianni Rivera, pateó a Combin y tuvo altercados con los espectadores después de concluido el encuentro, recibió una suspensión de por vida. Ramón Aguirre Suárez, quien le rompió la nariz a Combin, fue expulsado de toda competencia internacional por cinco años.
El partido causó una bisagra en el fútbol mundial, provocando boicots en las futuras ediciones de la copa por parte de los equipos europeos.

## La figura
Gianni Rivera, conocido como el Ragazzo d'oro (chico de oro) del fútbol italiano por su elegancia, su habilidad técnica y su extraordinaria visión de juego, fue uno de los más grandes jugadores que haya dado el fútbol italiano. Durante diecinueve años, el nombre de este número 10 estuvo estrechamente asociado con el del Milan, con el que marcó 128 goles en 501 partidos oficiales.

## Resultados

### Partido de ida
| 8 de octubre de 1969 | Milan                        | 3:0 (2:0) | Estudiantes | Estadio San Siro, Milán                                            |                                                                    |
|                      | Sormani 8', 71' · Combin 45' |           |             | Asistencia: 60.675 espectadores Árbitro(s): Roger Machin (Francia) | Asistencia: 60.675 espectadores Árbitro(s): Roger Machin (Francia) |

#### Detalles
| POR        | Fabio Cudicini          |     |
| DEF        | Saul Malatrasi          |     |
| DEF        | Angelo Anquilletti      |     |
| DEF        | Roberto Rosato          |     |
| DEF        | Karl-Heinz Schnellinger |     |
| MED        | Giovanni Lodetti        |     |
| MED        | Gianni Rivera           |     |
| MED        | Romano Fogli            |     |
| DEL        | Angelo Sormani          |     |
| DEL        | Néstor Combin           | 65' |
| DEL        | Pierino Prati           |     |
|            |                         |     |
| Entrenador | Nereo Rocco             |     |

| POR        | Alberto Poletti      |     |
| DEF        | Ramón Aguirre Suárez |     |
| DEF        | José Hugo Medina     |     |
| DEF        | Raúl Madero          |     |
| DEF        | Oscar Malbernat      |     |
| MED        | Carlos Bilardo       |     |
| MED        | Néstor Togneri       |     |
| MED        | Juan Echecopar       | 60' |
| MED        | Eduardo Flores       |     |
| DEL        | Marcos Conigliaro    |     |
| DEL        | Juan Ramón Verón     |     |
|            |                      |     |
| Entrenador | Osvaldo Zubeldía     |     |

| MED | Giorgio Rognoni | 65' |

| MED | Felipe Ribaudo | 60' |

|  | 8'  | Angelo Sormani | 1-0 |
|  | 41' | Néstor Combin  | 2-0 |
|  | 75' | Angelo Sormani | 3-0 |

| Árbitro | Roger Machin |

| POR        | Fabio Cudicini          |     |
| DEF        | Saul Malatrasi          |     |
| DEF        | Angelo Anquilletti      |     |
| DEF        | Roberto Rosato          |     |
| DEF        | Karl-Heinz Schnellinger |     |
| MED        | Giovanni Lodetti        |     |
| MED        | Gianni Rivera           |     |
| MED        | Romano Fogli            |     |
| DEL        | Angelo Sormani          |     |
| DEL        | Néstor Combin           | 65' |
| DEL        | Pierino Prati           |     |
|            |                         |     |
| Entrenador | Nereo Rocco             |     |

| POR        | Alberto Poletti      |     |
| DEF        | Ramón Aguirre Suárez |     |
| DEF        | José Hugo Medina     |     |
| DEF        | Raúl Madero          |     |
| DEF        | Oscar Malbernat      |     |
| MED        | Carlos Bilardo       |     |
| MED        | Néstor Togneri       |     |
| MED        | Juan Echecopar       | 60' |
| MED        | Eduardo Flores       |     |
| DEL        | Marcos Conigliaro    |     |
| DEL        | Juan Ramón Verón     |     |
|            |                      |     |
| Entrenador | Osvaldo Zubeldía     |     |

| MED | Giorgio Rognoni | 65' |

| MED | Felipe Ribaudo | 60' |

|  | 8'  | Angelo Sormani | 1-0 |
|  | 41' | Néstor Combin  | 2-0 |
|  | 75' | Angelo Sormani | 3-0 |

| Árbitro | Roger Machin |

### Partido de vuelta
| 22 de octubre de 1969 | Estudiantes                         | 2:1 (2:1) (Global 2:4) | Milan      | Estadio Alberto J. Armando, Buenos Aires                            |                                                                     |
|                       | Conigliaro 43' · Aguirre Suárez 44' |                        | Rivera 30' | Asistencia: 45.000 espectadores Árbitro(s): Domingo Massaro (Chile) | Asistencia: 45.000 espectadores Árbitro(s): Domingo Massaro (Chile) |

#### Detalles
| POR        | Alberto Poletti      |     |
| DEF        | Eduardo Luján Manera |     |
| DEF        | Ramón Aguirre Suárez |     |
| DEF        | Raúl Madero          |     |
| DEF        | Oscar Malbernat      |     |
| MED        | Carlos Bilardo       | 55' |
| MED        | Daniel Romeo         |     |
| MED        | Néstor Togneri       |     |
| DEL        | Marcos Conigliaro    |     |
| DEL        | Juan Taverna         |     |
| DEL        | Juan Ramón Verón     |     |
|            |                      |     |
| Entrenador | Osvaldo Zubeldía     |     |

| POR        | Fabio Cudicini          |     |
| DEF        | Saul Malatrasi          | 54' |
| DEF        | Angelo Anquilletti      |     |
| DEF        | Roberto Rosato          |     |
| DEF        | Karl-Heinz Schnellinger |     |
| MED        | Giovanni Lodetti        |     |
| MED        | Gianni Rivera           |     |
| DEL        | Romano Fogli            |     |
| DEL        | Angelo Sormani          |     |
| DEL        | Néstor Combin           |     |
| DEL        | Pierino Prati           | 37' |
|            |                         |     |
| Entrenador | Nereo Rocco             |     |

| MED | Juan Echecopar | 55' |

| POR | Giorgio Rognoni | 37' |
| POR | Luigi Maldera   | 54' |

|  | 43' | Marcos Conigliaro    | 1-1 |
|  | 44' | Ramón Aguirre Suárez | 2-1 |

|  | 30' | Gianni Rivera | 0-1 |

| Árbitro | Domingo Massaro |

| POR        | Alberto Poletti      |     |
| DEF        | Eduardo Luján Manera |     |
| DEF        | Ramón Aguirre Suárez |     |
| DEF        | Raúl Madero          |     |
| DEF        | Oscar Malbernat      |     |
| MED        | Carlos Bilardo       | 55' |
| MED        | Daniel Romeo         |     |
| MED        | Néstor Togneri       |     |
| DEL        | Marcos Conigliaro    |     |
| DEL        | Juan Taverna         |     |
| DEL        | Juan Ramón Verón     |     |
|            |                      |     |
| Entrenador | Osvaldo Zubeldía     |     |

| POR        | Fabio Cudicini          |     |
| DEF        | Saul Malatrasi          | 54' |
| DEF        | Angelo Anquilletti      |     |
| DEF        | Roberto Rosato          |     |
| DEF        | Karl-Heinz Schnellinger |     |
| MED        | Giovanni Lodetti        |     |
| MED        | Gianni Rivera           |     |
| DEL        | Romano Fogli            |     |
| DEL        | Angelo Sormani          |     |
| DEL        | Néstor Combin           |     |
| DEL        | Pierino Prati           | 37' |
|            |                         |     |
| Entrenador | Nereo Rocco             |     |

| MED | Juan Echecopar | 55' |

| POR | Giorgio Rognoni | 37' |
| POR | Luigi Maldera   | 54' |

|  | 43' | Marcos Conigliaro    | 1-1 |
|  | 44' | Ramón Aguirre Suárez | 2-1 |

|  | 30' | Gianni Rivera | 0-1 |

| Árbitro | Domingo Massaro |

|                   |
| Bandera de Italia |
| Campeón AC Milan  |
| 1.er título       |